# Die Teufelsmühle am Wienerberg
Die Teufelsmühle am Wienerberg ist ein „österreichisches Volksmärchen mit Gesang in vier Aufzügen“ von Karl Friedrich Hensler, das 1799 im Druck erschienen ist. Hensler bearbeitet darin ein altes Sagenmotiv, auf das er vom Schriftsteller und Theaterdirektor Leopold Huber (1766–1847) aufmerksam gemacht wurde.

## Handlung
Im Mittelpunkt der zugrundeliegenden Sage steht die titelgebende Teufelsmühle, die nach dem Tod der Besitzer vom Raubritter Kilian von Drachenfels gekauft wurde. Er betrieb die Mühle zum Schein weiter und eröffnete zudem ein Gasthaus, um Gäste anzulocken, auszurauben und umzubringen. Seine Frau, im Stück Marie geheißen, hatte ihn von seinen Schandtaten abbringen wollen und wurde von ihm schließlich in den Brunnen gestoßen. Damals erbebte die Erde, riss ein Loch auf und verschluckte Kilian und alle seine Leute. Ab da wurden in der Mühle seltsame Aktivitäten gesichtet, die erst aufhören werden, wenn die Frau aus dem Brunnen geholt und ordentlich begraben werde.
Soweit zur Vorgeschichte. Im Stück selbst zieht der junge Ritter Günther von Schwarzenau mit seinem Kappen Käsperle zur Stauffenburg. Er möchte um die Hand der Tochter des Hans von Stauffen, Mathilde, anhalten. Die Einfädelung dieser Verbindung wird von einer weiteren Liebesgeschichte zwischen Hans und Märtchen gespiegelt, dem Kellerbuben und der Tochter des Wirts am Wienerberge.
Vom Geist der in den Brunnen gestoßenen Marie wird Günther auf die Mühle gestoßen, in der außerdem „ein wundergroßer Schatz“ liege. Die Geisterhandlung (Marie tritt immer wieder in verschiedenen Gestalten auf) vermittelt zwischen der Sagen- und der Liebeshandlung.

## Hintergrund
Die Teufelsmühle am Petersbach in Siebenhirten wurde 1590/1591 erstmals urkundlich erwähnt, war jedoch wahrscheinlich älter. Ab dem 18. Jahrhundert befand sich an ihrer Stelle ein beliebtes Gasthaus. Die Sage geht ebenfalls auf das 18. Jahrhundert zurück.
Henslers Theaterstück wurde 1799 mit Erfolg am Leopoldstädter Theater uraufgeführt.